# Marina Abramovic: The Artist Is Present
Pour plus de détails, voir Fiche technique et Distribution.
Marina Abramovic: The Artist Is Present est un film américain réalisé par Matthew Akers et Jeff Dupre, sorti en 2012.

## Synopsis
Le documentaire revient sur la carrière de Marina Abramović alors qu'elle prépare une performance au MoMA.

## Fiche technique
- Titre : Marina Abramovic: The Artist Is Present
- Réalisation : Matthew Akers et Jeff Dupre
- Musique : Nathan Halpern
- Photographie : Matthew Akers
- Montage : Jim Hession et E. Donna Shepherd
- Production : Maro Chermayeff et Jeff Dupre
- Société de production : Show of Force, AVRO Close Up et Dakota Group
- Société de distribution : Pretty Pictures (France) et Music Box Films (États-Unis)
- Pays :  États-Unis
- Genre : Documentaire
- Durée : 106 minutes
- Dates de sortie : 
  -  États-Unis : 13 juin 2012
  -  France : 12 décembre 2012

## Accueil
Le film a reçu un accueil favorable de la critique. Il obtient un score moyen de 74 % sur Metacritic.